# Ефективна доза
Ефекти́вна до́за (англ. effective dose) — розрахункова доза опромінення людини, яка сумує вклади ефектів опромінення різних органів та тканин, та оцінює їх вплив на стан здоров'я людини в цілому. 
Ефективна доза дає оцінку біологічної дії еквівалентної дози іонізуючого випромінювання, з врахуванням специфіки органів та тканин, на стан організму в цілому.
Ефективна доза в практичній дозиметрії застосовується для врахування нерівномірного характеру впливу радіоактивного опромінення на організм людини, оскільки кожний орган чи тканина по різному реагують на поглинену дозу опромінення, а також по різному впливають на роботу організму в цілому, з іншого боку з використанням моделювання можна розрахувати різну ступінь опромінення органів за нерівномірного опромінення.

## Історія
Концепція ефективної дози була запропонована в 1975 році Вольфганом Якобі (1928—2015). Вже 1977 року була прийнята Міжнародною комісією з радіаційного захисту (МКРЗ) як «ефективний еквівалент дози» в 26-й публікації МКРЗ. У 1990 році публікація МКРЗ 60 скоротила назву до «ефективної дози». Ця величина іноді неправильно називається «еквівалент дози» через попередню назву, і це, своєю чергою, викликає плутанину з еквівалентною дозою. Вагові коефіцієнти тканин були переглянуті у 1990 та 2007 роках завдяки новим даним.
На 3-му Міжнародному симпозіумі МКРЗ з радіологічного захисту в жовтні 2015 року робочою групою 79 МКРЗ було запропоновано відмовитися від використання поняття еквівалентної дози на користь ефективної дози, що дозволило б уникнути плутанини між ними. Ця пропозиція на стадії обговорення.

## Оцінювання ефективної дози
Будь-яке іонізуюче випромінювання, як за зовнішнього, так і внутрішнього опромінення, коли радіонукліди потрапляють в організм, викликає біологічні зміни в ньому. Біологічна дія іонізуючого випромінювання залежить від дози, часу опромінення, виду та енергії радіоактивного випромінювання, розмірів опроміненої поверхні та індивідуальних властивостей організму. Іонізуючі випромінювання, як правило, шкідливі та потенційно смертельні для живих організмів, але можуть також приносити і користь для здоров'я, наприклад, під час лікування раку методом променевої терапії. Найпоширенішою дією є провокування раку з латентним періодом в роки або і десятиліття після опромінення. Високі дози можуть викликати радіаційні опіки і навіть швидку загибель людини через гострий радіаційний синдром. Контрольовані дози використовуються для медичної візуалізації та променевої терапії.
При опроміненні речовини іонізуючим випромінюванням частина його енергії поглинається речовиною. Величина цієї енергії характеризуються поглиненою дозою. Однак вона не є задовільним показником біологічного впливу опромінення, тому для врахування біологічного ефекту поглиненої дози Міжнародною комісією з радіаційних одиниць та вимірювань та Міжнародною комісією з радіаційного захисту були введені поняття еквівалентної та ефективної дози.
Еквівалентна доза враховує лише тип випромінювання і може бути задовільною характеристикою біологічного впливу опромінення лише в разі рівномірного опромінення всього організму. Для оцінки впливу неоднорідного опромінення людського тіла, враховуючи, що різні органи і тканини мають різну чутливість до опромінення, використовують ефективну дозу.
| Орган | Ваговий коефіцієнт {\displaystyle W_{T}} | Ваговий коефіцієнт {\displaystyle W_{T}} | Ваговий коефіцієнт {\displaystyle W_{T}} |
| Орган | ICRP26 1977                              | ICRP60 1990                              | ICRP103 2007                             |
| --- | ---------------------------------------- | ---------------------------------------- | ---------------------------------------- |
| Гонади | 0,25                                     | 0,20                                     | 0,08                                     |
| М'язи та інші тканини і органи тіла (разом*) | 0,30                                     | 0,05                                     | 0,12                                     |
| Червоний кістковий мозок | 0,12                                     | 0,12                                     | 0,12                                     |
| Товста кишка | —                                        | 0,12                                     | 0,12                                     |
| Легені | 0,12                                     | 0,12                                     | 0,12                                     |
| Шлунок | —                                        | 0,12                                     | 0,12                                     |
| Груди | 0,15                                     | 0,05                                     | 0,12                                     |
| Сечовий міхур | —                                        | 0,05                                     | 0,04                                     |
| Печінка | —                                        | 0,05                                     | 0,04                                     |
| Стравохід | —                                        | 0,05                                     | 0,04                                     |
| Щитоподібна залоза | 0,03                                     | 0,05                                     | 0,04                                     |
| Мозок | —                                        | —                                        | 0,01                                     |
| Шкіра | —                                        | 0,01                                     | 0,01                                     |
| Кісткова тканина | 0,03                                     | 0,01                                     | 0,01                                     |
| Слинні залози | —                                        | —                                        | 0,01                                     |
| Нормування | 1,00                                     | 1,00                                     | 1,00                                     |
| *інші тканини: надниркова залоза, екстраторакальний відділ, жовчний міхур, серце, нирки, лімфовузли, м'язи, слизова ротової порожнини, підшлункова залоза, простата, тонка кишка, селезінка, тимус, матка/шийка матки |                                          |                                          |                                          |

Ефективна доза, як і еквівалентна, не можуть бути виміряні безпосередньо, оскільки є розрахунковими величинами. Значення ефективної дози {\displaystyle E} може бути оцінено за значенням еквівалентної дози за формулою:
{\displaystyle E=\sum _{T}W_{T}\cdot H_{T}},
де {\displaystyle H_{T}} — еквівалентна доза, поглинена органом чи тканиною типу {\displaystyle T},
{\displaystyle W_{T}} — ваговий коефіцієнт тканини чи органу типу {\displaystyle T}.
Таким чином, для розрахунку ефективної дози на основі поглиненої дози {\displaystyle D_{T}} для органу {\displaystyle T} необхідно спочатку розрахувати еквівалентну дозу {\displaystyle H_{T}} і отриманий результат скоригувати шляхом його множення на ваговий коефіцієнт {\displaystyle W_{T}}. Щоб оцінити ефективну дозу для всього організму, необхідно просумувати ефективні дози всіх органів і тканин організму. Сума вагових коефіцієнтів рівна 1, тому в разі рівномірного опромінення всього організму ефективна доза для організму буде дорівнювати його еквівалентній дозі.
Вагові коефіцієнти тканин вибрані на основі аналізу даних епідеміологічних досліджень індукції раку в опромінених популяціях, а також оцінки ризику викинення спадкових дефектів. Ці коефіцієнти є усередненими для обох статей і різного віку. Деякі тканини, наприклад, кістковий мозок, особливо чутливі до опромінення, тому їм присвоєний ваговий коефіцієнт непропорційно великий стосовно їхньої маси в порівнянні з масою всього тіла. Водночас інші тканини, такі як кісткова тканина, не особливо чутливі до впливу радіації, тому мають низький ваговий коефіцієнт.

## Пов'язані величини
Річна ефективна доза — сума ефективної дози зовнішнього опромінення упродовж року та очікуваної ефективної дози внутрішнього опромінення, що сформована надходженням радіонуклідів в організм протягом одного року.
Колективна ефективна доза — належить до опроміненої популяції в цілому; дорівнює добутку числа опромінених осіб на середню ефективну дозу.

## Одиниці вимірювання
Одиницею вимірювання ефективної дози, як і еквівалентної, в системі SI є зіверт. Один зіверт (1 Зв) дорівнює ефективній дозі будь-якого виду випромінювання, поглиненої одним кілограмом біологічної тканини, що створює такий же біологічний ефект, як і поглинена доза в один грей рентгенівського або γ-випромінювання.
Застарілою позасистемною одиницею вимірювання є бер (біологічний еквівалент рентгена) — доза опромінення, аналогічна за своєю біологічною дією дозі опромінення рентгенівськими променями в один рентген. Зв'язок з одиницею системи SI: 1 бер=0,01 Зв.